# Чесак, Григорий Сергеевич
Григорий Сергеевич Чесак (1922—1987) — командир танка «Т-34» 1-го батальона 61-й гвардейской Свердловской танковой бригады 10-го гвардейского Уральского добровольческого танкового корпуса 4-й танковой армии 1-го Украинского фронта, гвардии лейтенант.

## Биография
Родился 1 января 1922 года в селе Шура-Бондуровская (ныне — Гайсинский район Винницкой области Украины) в семье крестьянина. Украинец. Член ВКП(б)/КПСС с 1945 года. Окончил горнопромышленное училище. Работал механиком на шахте в городе Макеевка.
В июне 1941 года был призван в Красную Армию. Весной 1943 года окончил Орловское бронетанковой училище имени М. В. Фрунзе, эвакуированное к тому времени в Майкоп, и получил назначение в формируемый 30-й Уральский добровольческий танковый корпус. Боевое крещение молодой танкист принял в июле 1943 года в боях на Курской дуге в составе 197-й Свердловской танковой бригады. Участвовал в освобождении родной Украины. Особо отличился в ходе Проскуровско-Черновицкой операции весной 1944 года.
В начале марта 1-й батальон, прорвавшись в тыл противника, освободил станцию Волочиск, перерезав шоссейную и железную дороги Проскуров — Тернополь. Танк гвардии лейтенанта Чесака находился в засаде на перекрёстке дорог на подступах к станции. На рассвете 8 марта на их позицию вышла колонна из 9 тяжёлых танков «Тигр». Несмотря на перевес, на их «тридцатьчетверке» была 76-мм пушка, и приказ к отступлению танкисты приняли бой. Умело маневрируя, используя естественные укрытия, экипаж, каждый раз меняя позицию, подбил поочередно три гитлеровских танка. Остальные повернули назад. После боя танкисты оставили поврежденный танк, а снарядами заминировали поле. Ночью 9 марта на заминированном ими поле подорвался четвёртый «Тигр». Экипаж Чесака отремонтировал «Тигр» и до поступления новых танков воевал на нём. Знакомые подшучивали мол: " Гриша тигра приручил ". За этот бой экипаж танка был награждён орденами, а командир был представлен к геройскому званию.
Указом Президиума Верховного Совета СССР от 24 мая 1944 года за образцовое выполнение заданий командования и проявленные мужество и героизм в боях с немецко-фашистскими захватчиками гвардии лейтенанту Чесаку Григорию Сергеевичу присвоено звание Героя Советского Союза с вручением ордена Ленина и медали «Золотая Звезда».
Он стал первым Героем Советского Союза не только в Свердловской танковой бригаде, но и во всём Уральском добровольческом корпусе. После войны продолжал службу в армии. В 1956 году окончил Военную академию бронетанковых войск. С 1959 года подполковник Чесак — в запасе. Работал инженером на Кировском заводе и умер в Ленинграде 11 сентября 1987 года. По его завещанию урна c прахом из города Ленинграда была перевезена в Волочиск и захоронена со всеми надлежащими почестями.

## Документы
- Герой Советского Союза (орден Ленина и медаль «Золотая Звезда»). Сайт «[[Подвиг народа]]». Архивировано 29 июля 2012 года.
- Перечень наград.  Сайт «[[Подвиг народа]]». Архивировано 29 июля 2012 года.
- Орден Отечественной войны II степени. Сайт «[[Подвиг народа]]». Архивировано 29 июля 2012 года.
- Орден Отечественной войны I степени Сайт «[[Подвиг народа]]». Архивировано 29 июля 2012 года.
- Орден красного знамени Сайт «Подвиг народа» Наградной лист на орден Красного Знамени